# ألكسندر آر. بيتروفيتش
ألكسندر آر. بيتروفيتش (25 يونيو 1980 في صربيا - ) هو لاعب كرة قدم صربي في مركز الوسط. شارك مع منتخب صربيا تحت 17 سنة لكرة القدم ومنتخب صربيا تحت 21 سنة لكرة القدم. أما مع النوادي، فقد لعب مع النجم الأحمر بلغراد وراد بيوغراد وشينيك ياروسلافل ونادي فاردار وهايدوك كولا ونادي فودوفاك ‏ وFK Hajduk Beograd ‏ وFK Radnički Obrenovac ‏ ونادي كولوبارا وFK BSK Borča ‏ ونادي ميتالاك ونادي ملادينوفاك ‏ وبيزانيا نوفي بلغراد ‏.

## وصلات خارجية
- ألكسندر آر. بيتروفيتش على موقع قاعدة بيانات كرة القدم.إي يو (الإنجليزية)
- ألكسندر آر. بيتروفيتش على موقع Soccerway.com (الإنجليزية)